# Vlado Kasalo
Vlado Kasalo (Bugojno, 11. studenog 1962.), bivši je hrvatski nogometni reprezentativac.

## Igračka karijera

### Klupska karijera
Svestran obrambeni igrač, najčešće stoper, odličan u igri glavom. Rođen je u Bugojnu 11. studenog 1962. godine. Igračku karijeru započinje u Olimpiji iz Osijeka. Ostaje u Osijeku i igra za NK Osijek od 1983. do 1987. godine. U NK Dinamo dolazi 1987. godine zajedno s Mirkom Lulićem. Iz svoje karijere u dresu Dinama rado spominje pogodak protiv Hajduka 1988. godine. Igralo se pred prepunim Maksimirom, a on je u 44. minuti postigao pogodak glavom za 1:0. Utakmica je završila rezultatom 1:1. Izjednačujući gol za Hajduk postigao je Alen Bokšić. Za Dinamo je odigrao ukupno 120 utakmica i postigao 17 zgoditaka, od toga 49 prvenstvenih s osam pogodaka. Godine 1989. odlazi u Njemačku i pristupa momčadi Nürberga zadržavši se dvije godine. Potom od 1991. do 1994. godine prelazi u Mainz gdje završava igračku karijeru.

### Reprezentativna karijera
Kao nogometaš Dinama odigrao je jednu prijateljsku utakmicu za jugoslavensku reprezentaciju 28. kolovoza 1987. protiv SSSR-a (0:1), a kao nogometaš Nürberga za hrvatsku reprezentaciju odigrao je od 1990. godine prve dvije utakmice u novijoj povijesti reprezentacije. Igrao je 17. listopada 1990. godine u Zagrebu, u prvoj povijesnoj prijateljskoj utakmici hrvatske nogometne reprezentacije od uspostave neovisnosti protiv reprezentacije SAD-a, u kojoj je Hrvatska pobijedila 2:1. Odigrao je još i sljedeću utakmicu reprezentacije, u pobjedi protiv Rumunjske (2:0) u Rijeci 22. prosinca 1990.

## Trenerska karijera
U sezoni 1994./95. bio je sportski direktor NK Croatije (današnji Dinamo). Posljednjih nekoliko godina trener je u omladinskoj školi Dinama, inkubatoru koji ne prestaje proizvoditi nogometne talente. 

## Vanjske poveznice
- Profil, Hrvatski nogometni savez
- Statistika na hrnogomet.com
- Statistika u jugoslavenskoj reprezentaciji[neaktivna poveznica]